# Bakony
A Bakony (régiesen: Bakonyerdő, németül: Bakonyer Wald, Buchenwald) mintegy 4000 négyzetkilométer kiterjedésű karsztos röghegység, a Dunántúli-középhegység legnyugatibb és legnagyobb tagja. Gazdag élővilággal és nyersanyagkészletekkel rendelkezik. Területének nagy része Veszprém vármegyéhez tartozik, de vonulatai átnyúlnak Győr-Moson-Sopron és Fejér vármegyébe is. Legmagasabb pontja a Kőris-hegy (709 m).

## Neve
Nevének eredetét többféleképpen magyarázzák. A magyar nyelv szótára szerint a „bak” szótő a makk egyik változata, így a szó makkos, bükkös értelmű, képzése hasonlatos a makkony, pagony szavakhoz.
Egy másik szerint egy Bokon nevű faluról kapta a nevét (a falu a Bakony keleti részén, Isztimértől nyugatra, a mai Burok-völgyben fekhetett[forrás?]), amelyet már egy Szent László király kibocsátotta  latin nyelvű oklevélben is említenek: „cum Sug, Comite de Bukon (huius filius fuerit Bodus Salamonis in carcere socius)” a. m. „Suggal, Bukon ispánjával (akinek fia Bod Salamon társa volt a börtönben)”.
Valószínűleg ugyaninnen ered az, hogy az első erdőispánjáról kapta a nevét, Comes de Bacon-Gugról (talán a „cum Sug, Comite de Bukon” alapján) bár a névváltozatot hiteles forrás nem említi, mégis elterjedt elmélet.

## Részei
A Bakonyt a Devecser és Várpalota között húzódó, nyugat–keleti irányú törésvonal (amelyben a 8-as főút és a Székesfehérvár–Szombathely-vasútvonal halad) kétfelé osztja a hegyvidéket: az Északi-Bakonyra és a Déli-Bakonyra. Tágabb értelemben a Bakony részének tekintik a Déli-Bakonytól a Tapolcai-medence által elválasztott Keszthelyi-fennsíkot és a Balaton-felvidéket is.

### Északi-Bakony
Ez a tájegység három további részre tagolható:
- Magas- vagy Öreg-Bakony: itt találhatók a hegység legmagasabb csúcsai (Kőris-hegy 709 m, Kék-hegy 661 m, Som-hegy 649 m, Középső-Hajag 646 m, Papod 644 m, Parajos-tető 623, Felső-Hajag 621 m, Borzás-hegy 620 m, Kis-Som-hegy 613 m, Rend-kő 606 m, Tűzkő-hegy).
- Keleti-Bakony: nyugatról a Zirci-medence, keletről a Móri-árok határolja, legmagasabb pontja az Öreg Futóné (574 m).
- Bakonyalja: a Magas-Bakony Kisalföld felőli lejtője; egy kiugró területe, a Sokorói-dombság révén egészen Győr déli határáig terjed.

Az Északi-Bakony déli lejtőjén Márkó és Bakonykúti között, illetve Veszprém, Hajmáskér és Várpalota északi határában kilométereken át elterülő, fűfélékkel és elszórtan kisebb cserjékkel borított dolomitsziklás mezőt régen legelőként használták, 1968-tól a Magyar Néphadsereg, majd 1990 óta Magyar Honvédség Böszörményi Géza Csapatgyakorlótér Parancsnokság Nullponti lő- és gyakorlótere.

### Déli-Bakony
A Déli-Bakonyt nyugatról a Marcal-medence, délről a Tapolcai-medence és a Vázsonyi-árok, keletről a Veszprémi-fennsík, északról pedig a Devecseri-árok határolja. Legmagasabb pontja a Kab-hegy (599 m).

### Balaton-felvidék
Lejtősen ereszkedik a Balatonra. Az ÉNy-i széltől védett táj régi falvaival, szőlőültetvényeivel a Földközi-tenger mediterrán partjait idézi. Ezért nevezik „Balatoni riviérának” is. A Balaton-part szegélyén több helyen (Balatonfüred, Kékkút stb.) szénsavas források fakadnak, mint a hajdani vulkáni működés emlékei. Vulkáni terület volt a tóba nyúló Tihanyi-félsziget is. A vulkáni működés nyomát a félszigetre rakódott vastag bazalttufa rétegek és a régi hőforrások (gejzírek) által épített forráskúpok (gejzírkúpok) igazolják.

### Pannonhalmi-dombság
A Pannonhalmi-dombság másik neve Sokorói-dombság.

## Geológia

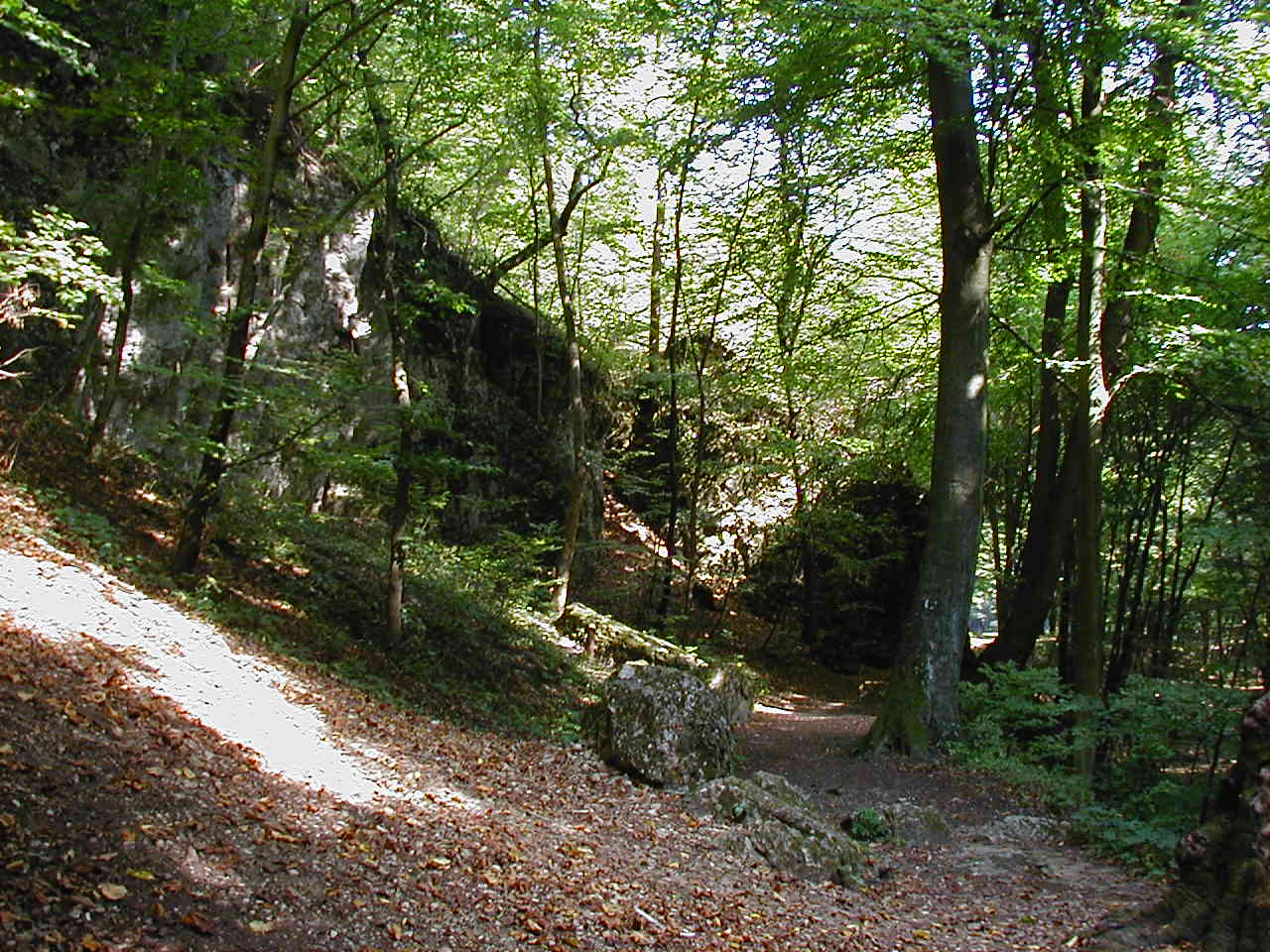
Cuha-völgy

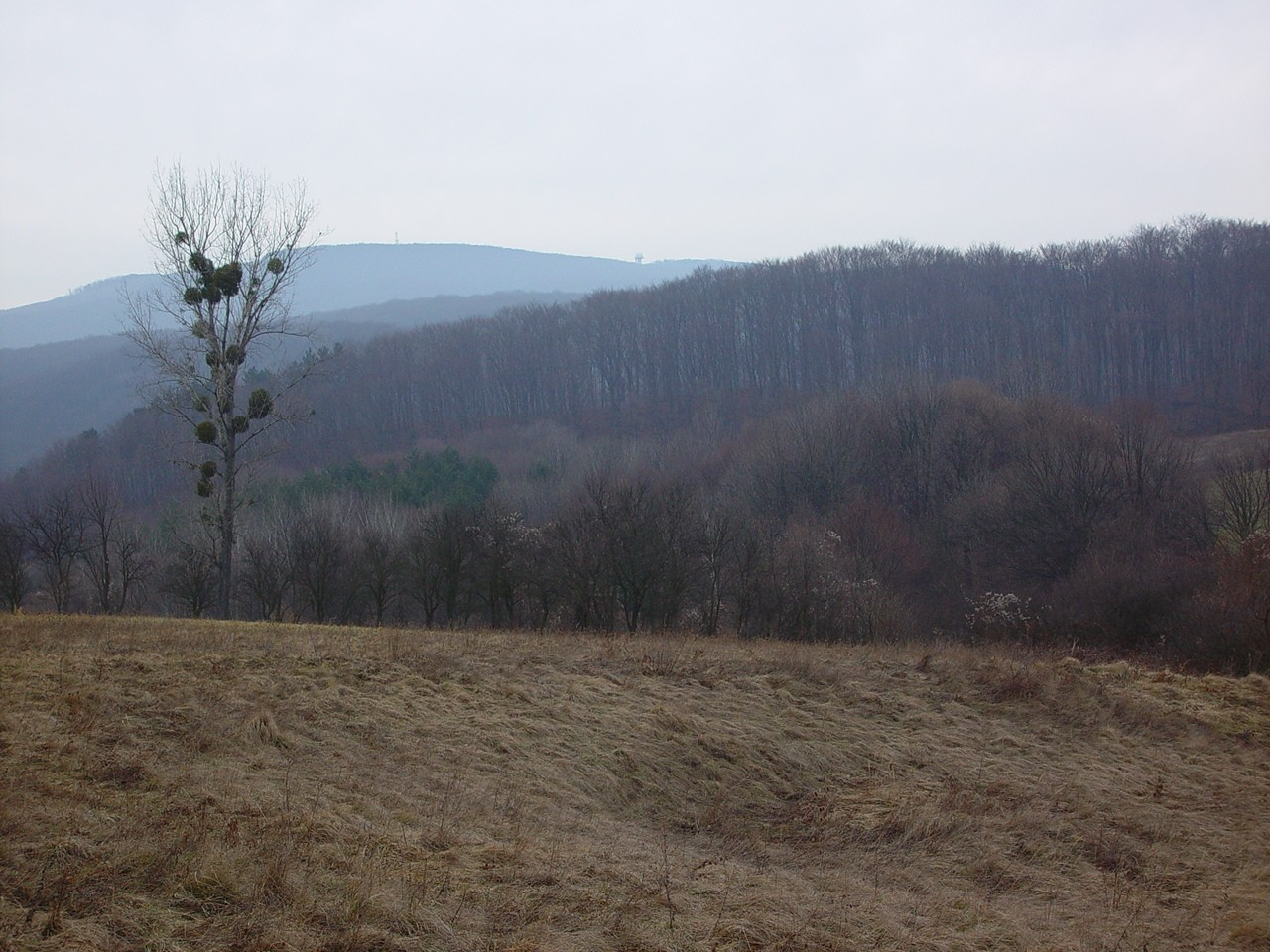
Bakony

A Bakony legnagyobbrészt triász és jura időszakból származó tengeri üledékekből (mészkő, dolomit, márga) épül fel. Déli területein vulkáni eredetű bazalt is felbukkan. A hegység jelenlegi formája a harmadidőszakban, mintegy 45 millió évvel ezelőttől kezdődően alakulhatott ki. A Bakony legjelentősebb területe geológiai szempontból az Olaszfalui Eperjes-hegy. Itt megtalálható a földtörténeti középkor mindhárom időszakában létrejött mészkő (Triász, Jura, Kréta). Ilyen Magyarországon ezenkívül csak egy területén, van amin mind a három földtörténeti időben létrejött mészkő megtalálható. 2002-ben az Olaszfalui lakosok tanösvényt alakítottak ki. Ez az Eperjes tanösvény.  

### Barlangok
15 fokozottan védett barlang található a Bakony-vidéken (a földrajzi középtájon): Alba Regia-barlang, Bongó-zsomboly, Csengő-zsomboly, Csodabogyós-barlang, Döme-barlang, Hajszabarnai Pénz-lik, Háromkürtő-zsomboly, a Jakucs László-barlang, Kessler Hubert-barlang, Jubileumi-zsomboly, Lóczy-barlang, Odvas-kői-barlang, Szentgáli-kőlik, Tihanyi Forrás-barlang, Tűzköves-hegyi-barlang.

## Éghajlat
A hegység vonulata a leggyakoribb, északnyugati szélirányra éppen merőlegesen fekszik. Ennek következtében a legtöbb csapadék a Bakony északnyugati területein jellemző (egyes helyeken az évi 800 mm-t is meghaladja), míg a délkeleti rész, különösen a Veszprémi-fennsík, száraz (600 mm alatti csapadékkal). Az évi középhőmérséklet az Északi-Bakonyban 8,5 °C, a Déli-Bakonyban megközelíti a 10 °C-ot. A Balatonra néző lankákon már mediterrán hatások is érvényesülnek, így itt a nyár még melegebb, a tél pedig még enyhébb.

## Folyóvizei
A Bakony felszíni folyóvizei a következők: Cuha, Gaja-patak, Gella-patak, Gerence-patak, Bakony-patak, Nádor-csatorna, Veszprémi-séd (Bornát-ér, Kánya-ér, Bánya-ér, Szakács-ér, Sás-patak, Mocsolya-kút, Gecsei-ér, Séd-patak, Darza-patak, Bakony-ér, Jári-patak, Horgas-ér, Attyai-ér, Bittva-patak, Körös-patak, Köves-patak, Fekete-séd, Hajagos-patak, Tegye-víz, Torna (patak), Hunyor-patak, Hamuházi-séd)

## Élővilága

### Flórája
Az Északi-Bakony növénytakaróját a következő növényfajok alkotják: farkasölő sisakvirág (Aconitum vulparia), szarvas hagyma (Allium carinatum), havasi turbolya (Anthriscus nitida), erdei tündérfürt (Aruncus sylvestris), nyugati pikkelypáfrány (Asplenium ceterach), kövi fodorka (Asplenium ruta-muraria), zöld fodorka (Asplenium viride), korongpár (Biscutella laevigata), fehér sás (Carex alba), sárga sás (Carex flava), bugás sás (Carex paniculata), fehér madársisak (Cephalanthera damasonium), kardos madársisak vagy hosszúlevelű madársisak (Cephalanthera longifolia), piros madársisak (Cephalanthera rubra), (Cerastium sylvaticum),  fekete madárbirs (Cotoneaster niger), kőfali pintyő (Cymbalaria muralis), seprűzanót (Cytisus scoparius), hússzínű ujjaskosbor (Dactylorhiza incarnata), (Dryopteris dilatata), kislevelű nőszőfű (Epipactis microphylla), mocsári nőszőfű (Epipactis palustris), bíboribolya nőszőfű (Epipactis purpurata), levéltelen bajuszvirág (Epipogium aphyllum), (Equisetum fluviatile), (Equisetum hyemale), keskenylevelű gyapjúsás (Eriophorum angustifolium), deres csenkesz (Festuca pallens), Szent László-tárnics (Gentiana cruciata), (Gymnocarpium robertianum), homoki szalmagyopár (Helichrysum arenarium), tarka nőszirom (Iris variegata), sárga kövirózsa (Sempervivum globiferum subsp. hirtum), turbánliliom (Lilium martagon),  békakonty (Listera ovata), erdei holdviola ( Lunaria rediviva), kapcsos korpafű (Lycopodium clavatum), (Malva alcea),  mohos csitri (Moehringia muscosa), közönséges kígyónyelv (Ophioglossum vulgatum), vitéz kosbor (Orchis militaris), bíboros kosbor (Orchis purpurea), (Orobanche flava), gyöngyvirágos körtike (Orthilia secunda), bajuszos kásafű (Oryzopsis virescens), zelnicemeggy (Padus avium), (Phyllitis scolopendrium), (Polystichum aculeatum), tavaszi kankalin (Primula veris), mezei kökörcsin (Pulsatilla pratensis), kis körtike (Pyrola minor), magyar tölgy (Quercus frainetto), havasi ribiszke (Ribes alpinum), egres (Ribes uva-crispa), málna (Rubus idaeus), lónyelvű csodabogyó (Ruscus hypoglossum), (Salix triandra), (Salix viminalis), tavaszi görvélyfű (Scrophularia vernalis), bozontos csukóka (Scutellaria columnae), magyar gurgolya (Seseli leucospermum), szálkás árvalányhaj (Stipa bromoides), (Symphyotrichum salignum), felfutó pirítógyökér (Tamus communis),  (Thladiantha dubia), tőzegpáfrány (Thelypteris palustris), vénic-szil (Ulmus laevis).
A Déli-Bakony növénytakaróját a következő növényfajok alkotják: erdei galambvirág (Isopyrum thalictroides), mezei juhar (Acer campestris), tavaszi hérics (Adonis vernalis), pézsmaboglár (Adoxa moschatellina), szarvas hagyma (Allium carinatum), érdes hagyma (Allium oleraceum), bunkós hagyma (Allium sphaerocephalon), fehér aszfodélosz (Asphodelus albus), csillagőszirózsa (Aster amellus), nagy völgycsillag (Astrantia major), korongpár (Biscutella laevigata), halvány harangvirág (Campanula cervicaria), bókoló fogasír (Cardamine enneaphyllos), (Cardamine flexuosa), (Cardamine hirsuta), réti kakukktorma (Cardamine pratensis), rostostövű sás (Carex appropinquata), nyúlánk sás (Carex elongata), (Carex pendula), közönséges gyertyán (Carpinus betulus), erdei deréce (Chamaenerion angustifolium), felálló iszalag (Clematis recta), őszi kikerics (Colchicum autumnale), gyöngyvirág (Convallaria majalis), cseregalagonya (Crataegus laevigata), egybibés galagonya (Crataegus monogyna), csomós ebír (Dactylis glomerata), erdei ujjaskosbor (Dactylorhiza fuchsii), hússzínű ujjaskosbor (Dactylorhiza incarnata), henye boroszlán (Daphne cneorum), farkasboroszlán (Daphne mezereum), gyepes sédbúza (Deschampsia cespitosa), réti szegfű (Dianthus deltoides), magas kőris (Fraxinus excelsior), (Genista sagittalis), csillogó gólyaorr (Geranium lucidum), réti kardvirág (Gladiolus imbricatus), homoki szalmagyopár (Helichrysum arenarium), sárga sásliliom (Hemerocallis lilioasphodelus), szomorú estike (Hesperis tristis), csomós hölgymál (Hieracium cymosum), déli szentperje (Hierochloe australis), szirtőr (Hornungia petraea), szibériai nőszirom (Iris sibirica), békaszittyó (Juncus ef usus), kisfészkű hangyabogáncs (Jurinea mollis), tarka lednek (Lathyrus venetus), közönséges fagyal (Ligustrum vulgare), kékperje (Molinia sp.),  epergyöngyike (Muscari botryoides), (Myosurus minimus), agárkosbor (Orchis morio), tarka kosbor (Orchis tridentata), vagy (Neotinea tridentata), ezüstaszott (Paronychia cephalotes), henye tócsahúr (Peplis portula), nagy pacsirtafű (Polygala major), fehér pimpó (Potentilla alba), őszi csillagvirág (Prospero elisae), kökény (Prunus spinosa), vadkörte (Pyrus pyraster), csertölgy (Quercus cerris), kocsányos tölgy (Quercus robur), selymes boglárka (Ranunculus illyricus), (Ranunculus lanuginosus), egres (Ribes uva-crispa), parlagi rózsa (Rosa gallica), Jajrózsa (Rosa spinosissima),  szeder (Rubus),  cinegefűz (Salix repens subsp. rosmarinifolia), szürkés ördögszem (Scabiosa canescens), ligeti csillagvirág (Scilla vindobonensis), feketegyökér (Scorzonera hispanica), piros pozdor (Scorzonera purpurea), dárdás csukóka (Scutellaria hastifolia), (Selinum carvifolia), osztottlevelű őzsaláta (Smyrnium olusatrum), barkócaberkenye (Sorbus torminalis), őszi füzértekercs (Spiranthes spiralis), csinos árvalányhaj (Stipa pulcherrima), erdei borkóró (Thalictrum aquilegiifolium), hegyi kakukkfű (Thymus pulegioides), nagylevelű hárs (Tilia platyphyllos), szennyes bükköny (Vicia grandiflora), sovány ibolya (Viola canina).

## Ásványkincsek
- bauxit
- mangán
- barnakőszén
- mészkő